# Periant
Periantul reprezintă învelișul floral diferențiat între caliciu (sepale) și corolă (petale)